# Ромоданов, Андрей Петрович
Андрей Петрович Ромоданов (11 ноября 1920 — 5 августа 1993) — советский украинский нейрохирург, создатель научной школы, доктор медицинских наук, профессор, академик АМН СССР, академик НАН Украины, Герой Социалистического Труда (1980). Депутат Совета Союза Верховного Совета СССР 10—11 созывов (1979—1989) от Ровенской области.

## Биография
Родился 11 ноября 1920 года в городе Лубны Полтавской области (Украина) в семье епископа УАПЦ Петра (Ромоданова). Украинец. В 1938 году отец был репрессирован и расстрелян.
В 1942 году окончил Киевский медицинский институт, эвакуированный в город Челябинск. В годы Великой Отечественной войны был в действующей армии в качестве командира санитарной роты полка, начальника отдельного медицинского санитарного батальона на Западном и 1-м Украинском фронтах.
В 1946—1949 годы А. П. Ромоданов окончил медицинскую аспирантуру.

В 1949—1950 годах заведовал отделением Киевского института психоневрологии.

В 1950 году стал заведовать детским отделением Киевского института нейрохирургии. В 1951 году работал заместителем директора по научной части. В 1964 году был назначен директором этого института.

Член КПСС с 1952 года.
А. Ромоданов опубликовал свыше 260 научных работ, в том числе 11 монографий, посвящённых преимущественно диагностике и хирургическому лечению черепно-мозговой травмы, вопросам детской нейрохирургии, опухолевых и сосудистых заболеваний головного мозга, эпилепсии. Его кандидатская диссертация посвящена диагностике и лечению травматических гранулем головного мозга (в 1955 году вышла монография «Травматические гранулёмы головного мозга»). В 1963 году он защитил докторскую диссертацию на тему «Опухоли головного мозга у детей» (в 1965 году вышла монография под тем же названием).
А. П. Ромоданов разработал принципы оказания специализированной нейрохирургической помощи, и создал первые на Украине специализированные учреждения для комплексного лечения больных эпилепсией. Ему также принадлежат исследования по вопросам диагностики и лечения последствий и осложнений огнестрельных черепно-мозговых ранений, внутричерепных кровоизлияний («Мозговой геморрагический инсульт»; 1971, в соавторстве).
В 1974 году был избран действительным членом (академиком)АМН СССР.
В 1980-е годы сотрудники Киевского института нейрохирургии под руководством А. Ромоданова разрабатывали вопросы хирургического лечения артериальных и артериовенозных аневризм головного мозга, химиотерапии злокачественных внутримозговых опухолей. Институт стал центром международного сотрудничества по нейроонкохимиотерапии. При участии Ромоданова разработана эффективная методика восстановительного лечения нарушений двигательных функций после травм, сосудистых заболеваний и удаления опухолей головного мозга; при институте создан отдел реабилитации и на его базе функционирует первая в СССР кафедра реабилитации невролого-нейрохирургических больных Киевского института усовершенствования врачей. А. Ромоданов является создателем научной школы нейрохирургов на Украине. Он был главным нейрохирургом Министерства здравоохранения Украинской ССР.
Указом Президиума Верховного Совета СССР от 10 ноября 1980 года Ромоданову Андрею Петровичу присвоено звание Героя Социалистического Труда с вручением ордена Ленина и золотой медали «Серп и Молот».
Наряду с научной А. Ромоданов вёл большую общественную работу. Он избирался депутатом Верховного Совета СССР, заместителем председателя Всесоюзного и председателем Украинского научных обществ нейрохирургов, является членом исполкома Европейской ассоциации нейрохирургов, почётным членом Общества нейрохирургов имени X. Кушинга (США), Чехословацкого общества имени Я. Пуркинье, югославского, португало-испанского, скандинавского и других зарубежных обществ нейрохирургов.
Жил и работал в Киеве. Скончался 5 августа 1993 года. Похоронен на Байковом кладбище в Киеве.
В 2018 году в честь академика Ромоданова переименована в Киеве улица Пугачёва.

## Награды
- Герой Социалистического Труда (1980)
- два ордена Ленина
- Орден Отечественной войны I и II степеней
- Орден Трудового Красного Знамени
- два ордена Красной Звезды
- медали
- Государственная премия УССР в области науки и техники (1977)
- премия имени Н. Н. Бурденко (1982)
- Заслуженный деятель науки и техники УССР (1970)